# Tamira Paszek
Tamira Shelah Paszek ou simplesmente Tamira Paszek (Dornbirn, 6 de Dezembro de 1990) É uma jogadora de tênis profissional da Áustria. Profissionalizou-se em 26 de Outubro de 2005.
Tamira Paszek é treinada pelo treinador do ex-tenista Gustavo Kuerten (Larri Passos), após ter ficado de fora dos Jogos Olímpicos de Pequim, Paszek pode entrar com pedido para se naturalizar brasileira, e defender o Brasil nos Jogos Olímpicos de Londres, após ficar desapontada com o Comitê Olímpico local, por não defender seus país, nas Olimpíadas de Pequim.

## Biografia
Paszek foi apresentada ao tênis por sua mãe, Françoise Paszek, aos quatro anos e meio. Sua mãe é uma austríaca nascida no Chile de ascendência polonesa e francesa; e seu pai, Ariff Mohamed, um canadense nascido na Tanzânia e criado no Quênia de ascendência indiana.[1] Tamira tem um sobrenome polonês de seu avô materno.

## Grand Slam performance

### Simples
| Torneio          | 2007 | 2008 | 2009 | 2010 | 2011 | 2012 | 2013 | 2014 | 2015 | W–L   |
| ---------------- | ---- | ---- | ---- | ---- | ---- | ---- | ---- | ---- | ---- | ----- |
| Australian Open  | 2R   | 1R   | 1R   | 1R   | 1R   | 1R   | 2R   | Q2   | A    | 2–7   |
| Aberto da França | 2R   | 1R   | 1R   | A    | 1R   | 1R   | 1R   | 2R   | Q3   | 2–7   |
| Wimbledon        | 4R   | 1R   | 1R   | Q2   | QF   | QF   | 1R   | 1R   | 1R   | 11–8  |
| US Open          | 4R   | 2R   | A    | 2R   | 1R   | 1R   | Q2   | Q2   | Q3   | 5–5   |
| V-D              | 8–4  | 1–4  | 0–3  | 1–2  | 4–4  | 4–4  | 1–3  | 1–2  | 0–1  | 20–27 |

### Duplas
| Torneio          | 2007 | 2008 | 2009 | 2010 | 2011 | 2012 | 2013 | 2014 | W–L  |
| ---------------- | ---- | ---- | ---- | ---- | ---- | ---- | ---- | ---- | ---- |
| Australian Open  | A    | 1R   | 1R   | 1R   | 1R   | 2R   | 1R   | A    | 1–6  |
| Aberto da França | 1R   | 1R   | 1R   | A    | 1R   | 1R   | 1R   | A    | 0–6  |
| Wimbledon        | 1R   | 1R   | 1R   | A    | 1R   | 2R   | 2R   | A    | 2–6  |
| US Open          | 1R   | 2R   | A    | A    | 1R   | 3R   | A    | A    | 3–4  |
| V-D              | 0–3  | 1–4  | 0–3  | 0–1  | 0–4  | 4–4  | 1–3  | 0–0  | 6–22 |